# Халха-монголы
Ха́лха-монго́лы, или ха́лхи (монг. письм.: ᠬᠠᠯᠬ ᠎ᠠ; qalq-a, монг. халх) — монгольский народ, составляющий основное население Монголии и говорящий на халха-монгольском языке.

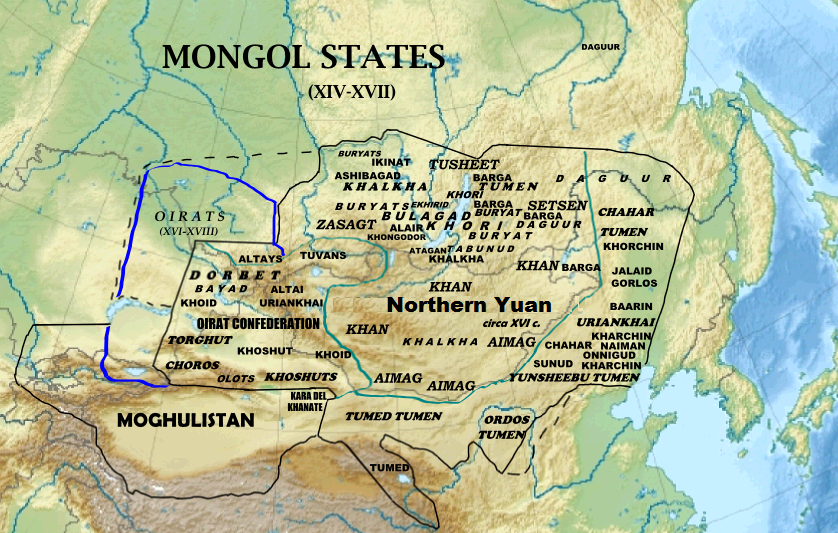
Северная Юань, Ойратское ханство и Могулистан, XIV—XVII вв.

## Этноним
Этническое название халх имеет единое происхождение с монгольскими словами халхлах, хамгаалах, халхавч, что в переводе на русский язык близко значению таких терминов, как «щит», «прикрытие» и «заслон». Халхаский тумен, куда входили предки современных халхов, в период с конца XIV по XVI вв. населял северо-западные окраины территории восточных монголов и потому как прикрытие, защита и опора обрёл современное название халх.

## Общие сведения

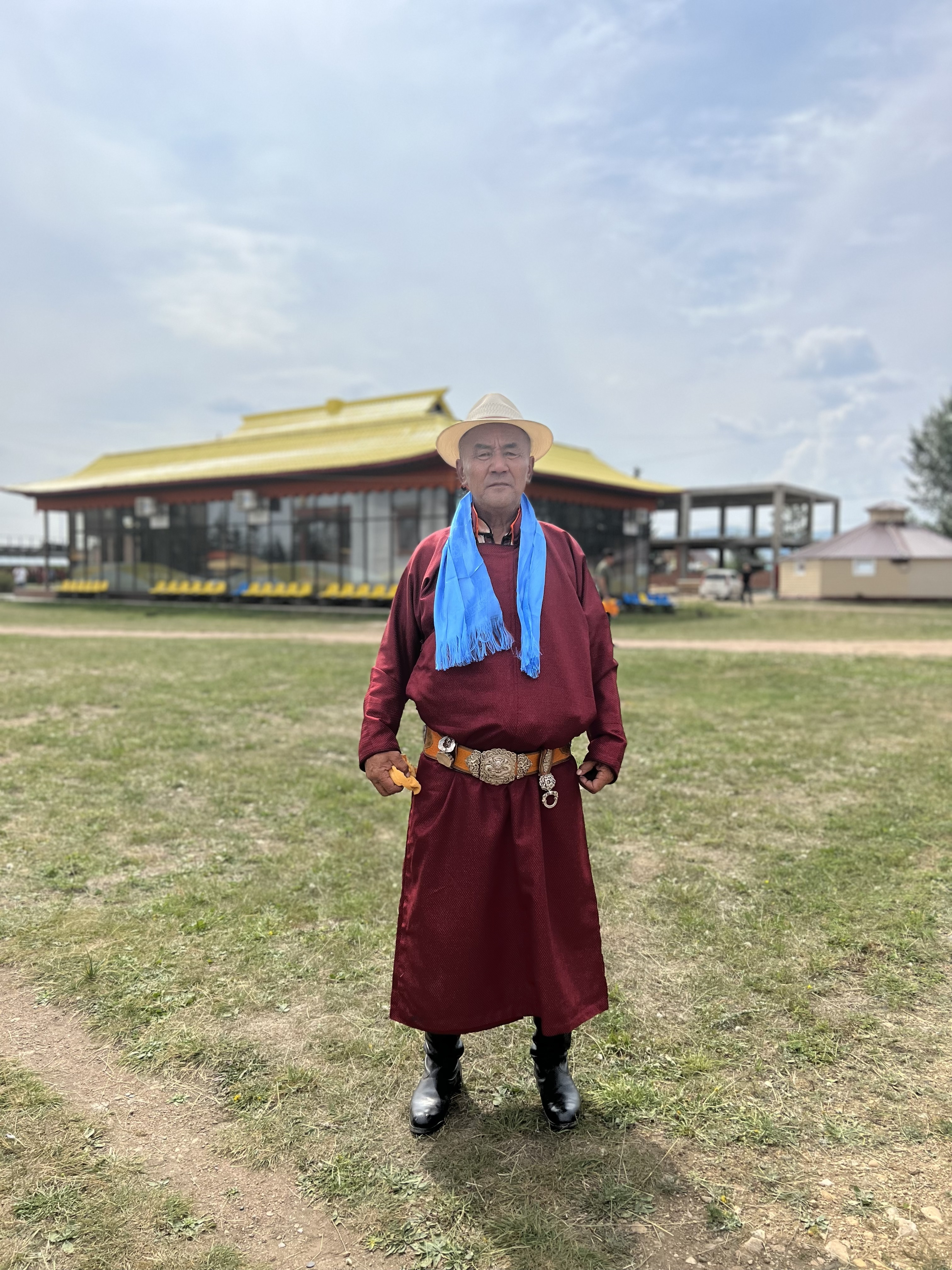
Халха-монгол из рода борджигин. Паломник из Монголии в Иволгинском дацане, Бурятия

Халха-монголы — наиболее многочисленный из народов Монголии. В стране проживает 2 млн 659 тысяч халхасцев, что составляет 83,8 % от общей численности населения (на 2020 год). По данным переписей в 1956 году в Монголии проживало 639 тысяч (75,6 % населения), в 1979 году — 1 млн 236 тысяч халха-монголов (80,3 % населения). В 2007 году их численность была равна 2 млн 134 тысячам человек (82,04 % населения), в 2010 — 2 млн 168 тысячам человек (82,4 % населения).
В этническом плане халхи возникли на основе древнемонгольских племён и родов (боржигин, горлос, олхонуд, жалайр, хонгирад, хэрэйд, элчигэн, сартуул и т. д.). Халхи проживают во всех аймаках Монголии, но наиболее густо они расселены в её центральных, восточных и южных регионах. Язык — халха (монгольский), относящийся к монгольской группе алтайской языковой семьи, является основой для современного монгольского литературного языка. Письменность основана на кириллице. По вероисповеданию халха-монголы — буддисты-ламаисты. Основа хозяйства — скотоводство.
Одним из самых многочисленных родов халха-монголов являются борджигины. В процентном соотношении около 21,5 % всего населения Монголии являются носителями фамилии Боржигон. Данное соотношение подтверждается генетическими исследованиями. Согласно работе М. В. Деренко, частоты кластера гаплотипов чингизидов зарегистрированы у 35 % монголов. При этом центральный гаплотип, соответствующий мужской линии Чингисхана, выявлен в изученных выборках практически у каждого четвёртого монгола (24 %).
Близкими по языку и культуре к халха-монголам являются хотогойты, элджигины, цонголы, сартулы, дариганга.

## История

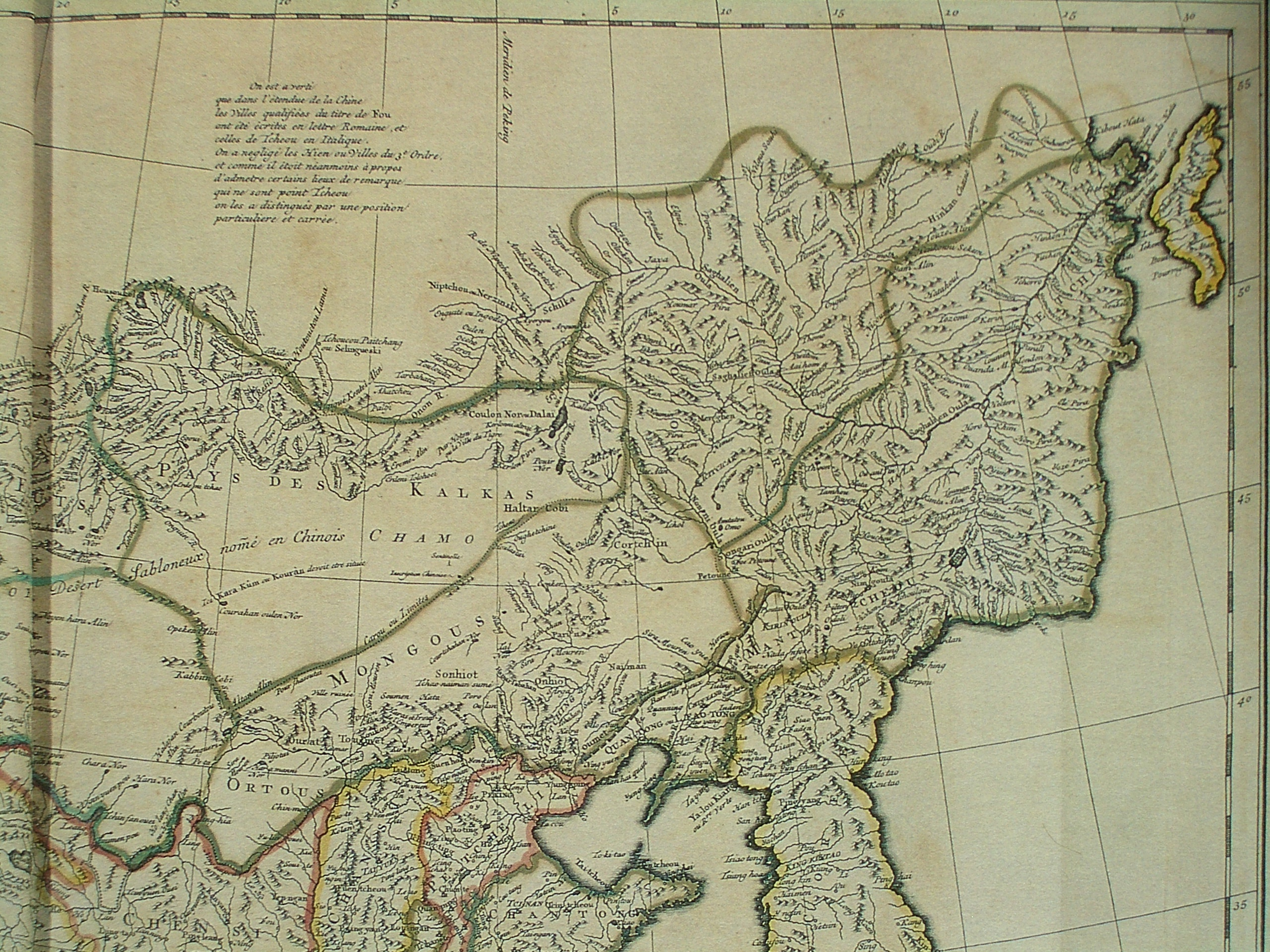
«Страна халхасов» (Pays des Kalkas) — карта 1734 г., выполненная д’Анвилем по материалам иезуитской миссии в Китае

Ядро будущих халха-монголов сложилось как племенной союз, возникший в результате междоусобных войн конца XIV — середины XV веков на территории Монголии, когда произошло смешение древних монгольских родов и племён. Согласно монгольским историческим хроникам XVII столетия «Эрдэнийн тобчи» и «Алтан тобчи», в середине XVI века ханом Даян-ханом были выделены так называемые 12 «халхасских колен», 7 из которых были переданы в управление 11-му сыну хана — Гэрэсэндзэ, и 5 — 5-му сыну Даян-хана, Алчу-Болоду. Халха-монголы являются потомками 7 «колен», подчинявшихся Гэрэсэндзэ. От остальных 5 происходят народы джаруты и баарины в составе монголов Китая, проживающие в Автономном районе Внутренняя Монголия КНР.
Монголы стали использовать термин халх с конца XIV в. Данный термин непосредственно относится к периоду, когда один из восточно-монгольских туменов стал называться халхаским туменом. При этом халх вначале был названием крупной административной единицы — тумена, а не названием какого-либо определённого племени или рода. В описываемое время в состав халхаского тумена входили 12 отоков, которые с середины XVI в. разделились на пять южных и семь северных и существовали отдельно друг от друга.
Несмотря на вхождение в состав халхаского тумена, южные отоки назывались, как и прежде — жарууд, баарин, хонхирад, баяд и ужээд. Со второй половины XVI в. северные отоки, хотя и имели собственные названия, стали также называться халхами, то есть приняли общее наименование. В «Илэтхэл шастир» сказано: «Даян Сэцэн хан, потомок Тайзу (Чингис) хагана в 15-м поколении, заселял земли севернее Гоби, на окраинах Хангайских гор. У него было 11 сыновей. Младшим был Гэрэсэндзэ Жалаир-хунтайджи. Отданное ему племя — халх — оставалось на месте». Со времени Гэрэсэндзэ его подданные стали называться халхами. Слово халх, бывшее с XIV в. названием административных единиц — туменов, по мере потери своего исконного значения в монгольском обществе стало общим названием многочисленных родов и племён, входивших в состав прежних семи северных отоков халхаского тумена. Именно с этого времени слова халх, халхи стали использоваться в качестве этнического названия.

### Семь северных отоков Халхи
Первоначальным ядром формирования современных халхов были те, кто входил в состав семи северных отоков Халхи. Родовой состав данных отоков выглядел следующим образом:
1. джалаиры, олхонуты (унэгэд);
2. бэсуты, элжигины;
3. горлосы, хэрэгуд;
4. хурээ, хороо, цоохор;
5. хухуйд, хатагины;
6. тангуты (потомки средневековых тангутов), сартаулы;
7. урянхан[5][13][14][15].

Этими семью отоками правили, соответственно, семь сыновей Гэрэсэндзэ: Ашихай, Нойантай, Нухунуху, Амин, Дарай, Далдан и Саму.
Большинство джалаиров в середине XVI в. отошли Ашихаю, старшему из сыновей Гэрэсэндзэ. Часть джалаиров, именуемые жалаид (джалайт), находилась под управлением потомков рода Хабуту Хасара. Джалайты обосновались в двух хошунах Внутренней Монголии. Ныне они проживают в хошуне Джалайд-Ци аймака Хинган. Джалаиры, представлявшие уделы Ашихая в составе семи северных отоков Халхи, во второй половине XVI в. населяли Хангайские горы, откуда перекочевали к Алтайским горам в начале XVII в. За отказ их нойона Цэвээнжава служить Цинам джалаиры были наказаны и распределены по разным местам, вследствие чего в начале XVIII в. они уже перестали существовать как самостоятельная этническая группа. Рассеявшись по Северной Монголии, они составили роды под названием джалаир. Во владении Ашихая наряду с уделом Джалаир упоминается удел Ушин.
Олхонуты, входившие в состав северных отоков Халхи, расселились в халхаском Дзасагтухановском аймаке и образовали три хошуна. В составе того же аймака бэсуты образовали пять хошунов; элжигины — два хошуна; сартаулы — один хошун и урянханы — два хошуна.
Горлосы составили в основном хошуны халхаского Тушээтухановского аймака; хэрэгуд — хошуны Сайнноенхановского аймака. Роды хүрээ, хороо, цоохор образовали 20 хошунов Сэцэнхановского аймака; население же трёх восточных хошунов составили хатагины и хөхүйды. Тангуты, входившие в состав Дзасагтухановского аймака, в 1662 г. ушли во Внутреннюю Монголию, где поселились среди тумэтов Зостинского сейма, образовав один хошун. Несмотря на то, что большая часть тангутов ушла во Внутреннюю Монголию, часть их осталась среди халхов.
Основное население современных халхов было сформировано из названных выше семи северных отоков (включавших группы джалаир, олхонут, бэсут, элжигин, горлос, хэригуд, хүрээ, хороо, цоохор, хөхүйд, хатагин, сартаул и урянхан). Этнокультурную общность халхов можно проследить с конца XVI — начала XVII вв., когда была отменена прежняя административная единица — тумен и слово халх стали использовать в качестве этнического названия тех, кто составлял семь северных отоков.